# 사미르 칸
사미르 칸(1985년 12월 25일 ~ 2011년 9월 30일)은 알카에다 영문 잡지 Inspire을 발행한 파키스탄계 미국인이다. 2011년 예멘 자우프 주에서 안와르 알아울라키와 함께 공습으로 사살되었다.